# Chapelle du Bon Air
La chapelle du Bon Air est un édifice religieux classé situé dans la commune belge de Theux en province de Liège. 

## Localisation
La chapelle se trouve dans le hameau ardennais de Jehoster, le long de la rue Queue du Bois, à proximité de la route nationale 606 et en face de la ferme de la Chapelle.

## Historique
L'édifice a été réalisé en 1671. Il est contemporain de la ferme de la Chapelle voisine.

## Description
Bâtie en moellons de grès issus de la région, la chapelle se compose d'une nef de deux travées percée de baies avec linteaux bombés et clés trapézoïdales ainsi que d'un chevet à trois pans coupés. La construction est aussi réalisée à l'aide de blocs de pierre calcaire placés en harpe aux angles et encadrements des baies. La particularité de chaque bloc de pierre calcaire est la présence d'un bouchardage pour la partie centrale de chaque face visible. La toiture en ardoises est surmontée d'un clocheton carré avec abat-sons, croix et coq en girouette.

## Classement
La chapelle est reprise depuis le 16 août 1978 sur la liste du patrimoine immobilier classé de Theux.

## Source et lien externe
- « Syndicat d'Initiative de La Reid », sur Syndicat d'Initiative de La Reid (consulté le 4 janvier 2024)